# Сборная Италии по футболу
Сбо́рная Ита́лии по футбо́лу (итал. Nazionale di calcio dell'Italia) — футбольная команда, которая представляет Италию в международных матчах и турнирах по футболу на уровне национальных сборных. Управляющая организация — Итальянская федерация футбола, состоит в ФИФА с 1905 года и в УЕФА с 1954 года. Сборная Италии является обладательницей мирового рекорда по матчам без поражений (37 игр подряд), четырёхкратным чемпионом мира (1934, 1938, 1982 и 2006 годы), в том числе первой европейской сборной — чемпионом мира и первой сборной, защитившей титул (достижение повторено Бразилией в 1962 году). В активе сборной Италии также есть победы на берлинской Олимпиаде 1936 года и европейских первенствах 1968 года и 2020 года, что сделало итальянцев первой европейской сборной, выигравшей хотя бы по разу эти турниры.
Прозвище итальянской сборной — «Скуа́дра Адзу́рра» (итал. Squadra Azzurra, букв. «голубая команда»), которое пошло от традиционного синего или голубого цвета формы итальянской национальной команды и любых спортсменов, представляющих Италию. Собственно синий цвет («адзурри») традиционно связан с Савойским домом, глава которого в 1861 году стал королём объединённой Италии.
Рекордсменом по числу игр за сборную является вратарь Джанлуиджи Буффон со 176 матчами, лучший бомбардир сборной — Луиджи Рива, 35 мячей. По состоянию на 4 апреля 2024 года сборная в рейтинге ФИФА занимает 9-е место.

## История

### Основание и первые победы

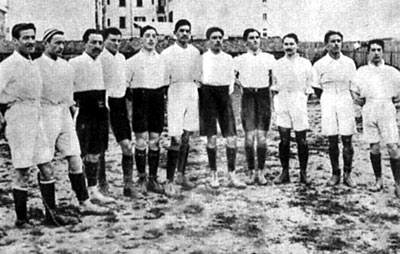
Игроки сборной Италии перед её первым в истории матчем 15 мая 1910 года

С момента появления футбола на просторах Италии в 1880-х годах долгое время в стране существовал исключительно клубный футбол. Между тем в мире всё большую популярность набирали футбольные соревнования на уровне национальных сборных — уже на вторых Олимпийских играх современности был проведён показательный футбольный турнир, а через 8 лет этот вид спорта был официально включён в программу Летних Олимпийских игр.
В 1910 году Итальянской федерацией футбола было принято решение об основании национальной сборной команды страны, и 15 мая того же года состоялся первый в истории официальный матч этой команды. На стадионе в Милане итальянцы принимали сборную команду Франции и, несмотря на отсутствие в своих рядах представителей сильнейшей в то время итальянской команды «Про Верчелли», уверенно победили со счётом 6:2.
Через два года итальянская сборная приняла участие в своём первом международном турнире, которым стали футбольные соревнования на летних Олимпийских играх в Стокгольме. Команда, тренерский штаб которой возглавлял 26-летний футбольный энтузиаст Витторио Поццо, проиграла со счётом 2:3 сборной Финляндии и выбыла из борьбы за награды уже на первой стадии турнира. Финляндия на том турнире заняла 4-е место.
Первые награды официального международного соревнования игроки сборной Италии добыли только через 16 лет, выиграв бронзовые медали на Летних Олимпийских играх 1928 года в Амстердаме. В том же году конгресс Международной футбольной ассоциации принял решение о начале регулярного соревнования для национальных футбольных сборных — Чемпионата мира по футболу. Первый розыгрыш этого турнира состоялся в 1930 году, и местом его проведения был выбран Уругвай — южноамериканская страна, чья национальная сборная стала победителем футбольных турниров на двух последних на тот момент Олимпиадах. С оглядкой на необходимость осуществления длительного и финансово обременительного трансатлантического путешествия сборная Италии, как и большинство европейских футбольных сборных, была вынуждена отклонить предложение принять участие в первом мировом футбольном чемпионате.
Через четыре года, в 1934, участие во втором Чемпионате мира по футболу уже не требовало от итальянцев долгих переездов — решением исполкома ФИФА саму их родину выбрали местом проведения финального турнира. При поддержке домашних трибун сборная Италии не без сложностей прошла турнирную дистанцию и дошла до финала, где в напряжённой борьбе взяла верх над сборной Чехословакии благодаря голу, забитому Анджело Скьявио в дополнительное время матча, который сделал счёт 2:1 в пользу своей команды. Таким образом, дебют итальянцев на чемпионатах мира завершился первым для них титулом сильнейшей футбольной сборной мира.

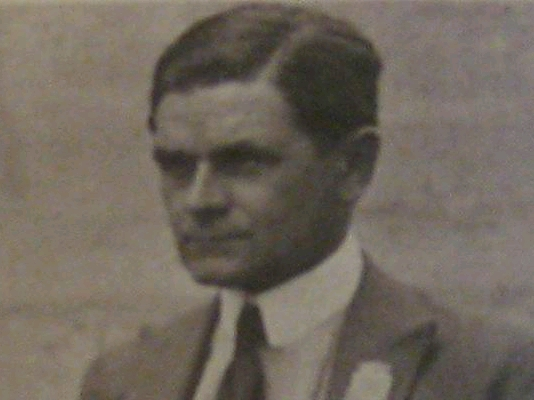
Витторио Поццо, первый известный главный тренер сборной Италии

В 1936 году национальная сборная Италии стала участницей XI Олимпийских игр, которые проходили в Берлине. Поскольку в то время необходимым условием участия спортсмена в Олимпийских играх был его любительский статус, а в итальянском футболе первые формы профессионального футбола начали появляться уже во второй половине 1920-х, сборная Италии на том турнире выставила довольно рискованный экспериментальный состав. В нём практически не было представителей известных итальянских клубов, а большинство игроков сборной, средний возраст которых составлял 21 год, были студентами университетов и не обладали никакими наградами. Тем ценнее стало олимпийское «золото», завоёванное этой командой, результаты которой входят в статистику выступлений и достижений основной национальной команды Италии.
Выступления на мировом первенстве 1938 года, финальная часть которого проходила во Франции, сборная Италии начинала как действующий чемпион мира. Но уже на стадии 1/8 финала итальянцы столкнулись с довольно упорным сопротивлением со стороны сборной Норвегии, сломить которое смогли только в дополнительное время. В четвертьфинальном и полуфинальном матчах были обыграны, соответственно, хозяева чемпионата и единственный представитель Южной Америки на мировом форуме — сборная Бразилии. Соперниками «Скуадры Адзурры» в финальном матче стали венгры, которые были обыграны со счётом 4:2 (дублями в составе сборной Италии отметились Сильвио Пиола и Джино Колаусси). Таким образом, итальянцы защитили титул сильнейшей сборной планеты и стали первыми в истории двукратными чемпионами мира. Многолетний руководитель тренерского штаба команды Витторио Поццо также добыл свой второй трофей мирового первенства и до сих пор является единственным тренером, которому удалось дважды стать обладателем Кубка мира по футболу.
Сборная Италии также была постоянным участником начавшегося в 1927 году регионального футбольного турнира, известного как Кубок Центральной Европы по футболу, участие в котором, помимо итальянцев, приняли участие сборные команды Австрии, Венгрии, Чехословакии и Швейцарии. В довоенный период состоялись три розыгрыша этого соревнования, каждый из которых длился несколько лет, а основная борьба в них шла между командами Италии и Австрии. В двух случаях (1927—1930 и 1933—1935) обладателями трофея стали итальянцы, а в розыгрыше 1931—1932 годов они пропустили австрийцев вперёд и заняли второе место.

### Первые послевоенные десятилетия
В 1939 году началась Вторая мировая война, которая прервала проведение регулярных международных футбольных турниров. Первым таким соревнованием послевоенного периода стал футбольный турнир на Олимпиаде 1948 в Лондоне, где состоявшая из любителей итальянская команда, которая может только номинально называться национальной сборной, выбыла из борьбы на стадии четвертьфиналов.
Первому послевоенному розыгрышу Кубка мира в 1950 году предшествовала резонансная трагедия — 4 мая 1949 года в авиакатастрофе в Суперга погибли все основные игроки футбольного клуба «Торино», базовой команды итальянской сборной, которая на тот момент четыре раза подряд становилась чемпионом Италии. Поэтому цвета итальянской сборной на мировом первенстве защищали игроки, которые практически не выступали ранее в составе национальной команды. В финальной части чемпионата итальянцы попали в группу из трёх команд, но поражение в первом матче турнира от шведов стало роковым, и действующие чемпионы мира сложили свои полномочия уже на групповом этапе первенства.
Неудача на мировом первенстве 1950 года стала только началом длительного спада в турнирных результатах сборной Италии. Она не смогла преодолеть групповую стадию на чемпионатах мира 1954, 1962 и 1966 годов, а финальная часть чемпионата мира 1958 и вовсе прошла без её участия, поскольку итальянцы не смогли пройти квалификацию к нему.
История футбольных Чемпионатов Европы также начиналась без участия итальянской сборной. Футбольная федерация страны отказалась от участия команды в первом розыгрыше этого турнира, который состоялся в 1960 году. Через четыре года сборная Италии снова не приняла участие в финальном турнире континентального первенства, поскольку не преодолела квалификацию и не попала в число четырёх финальных участниц.

### Победы и пораженияФерруччо Валькареджи(1966—1974)
Однако уже третий Чемпионат Европы, прошедший в 1968 году, ознаменовал возвращение Италии в мировую футбольную элиту. После неудачного выступления команды на мировом первенстве 1966 года футбольная федерация сменила тренерский штаб сборной. Возглавить его должен был Ферруччо Валькареджи, 47-летний специалист, который уже успел поработать во главе таких команд, как «Аталанта» и «Фиорентина».
Новый главный тренер не стал производить революционные изменения в национальной команде, оставив неизменным её «костяк», который составлялся из ещё молодых, но уже довольно известных футболистов: Сандро Маццолы, Джанни Риверы и Джачинто Факкетти. Возглавленная Валькареджи команда уверенно прошла отборочный турнир к Евро-1968, потеряв только одно очко в шести матчах группового этапа и обыграв в матчах плей-офф сборную Болгарии. Финальный этап континентального первенства, участие в котором принимали четыре сборных, преодолевших квалификационный этап, было решено провести в Италии. Аналогично с чемпионатом мира 1934 года итальянцы проводили свой первый финальный турнир этого международного соревнования на своих полях, и, как в 1934 году, они стали победителями домашнего турнира. В полуфинальных матчах против сборной СССР никто не смог открыть счёт ни в основное, ни в дополнительное время. По действующему тогда регламенту финалист определялся при помощи жребия — бросания монетки. Каждый из капитанов сборных, Альберт Шестернёв и Джачинто Факкетти, загадывал определённую сторону монеты, а судья бросал её и определял финалиста. По свидетельствам очевидцев, тренер сборной СССР Михаил Якушин настойчиво кричал Шестернёву выбрать «фигуру», но тот по непонятным причинам (то ли из-за неуверенности, то ли из-за страха, что Факкетти догадается) так и не выбрал сторону монеты. Факкетти был смелее, и после жребия судья объявил о выходе итальянцев в финал. В финальном матче итальянцы встретились с югославами, и первый матч окончился вничью 1:1. В повторной встрече хозяева турнира взяли верх со счётом 2:0 и стали чемпионами Европы впервые в своей истории.
Триумф национальной команды на континентальном первенстве дал повод итальянским футбольным болельщикам с оптимизмом ожидать следующее мировое первенство, которое состоялось в 1970 году в Мексике. И команда Валькареджи не разочаровала своих поклонников. Итальянцы довольно легко получили путёвку в финальную часть соревнования, победив соперников по квалификационной группе из ГДР и Уэльса. Однако на футбольных полях Мексики старт итальянцев оказался неуверенным — первые два матча в группе 2 сборная Италии завершила со счётом 0:0 каждый и вышла в следующий этап с первого места только благодаря минимальной победе над сборной Швеции со счётом 1:0. Но уже начиная со стадии четвертьфиналов итальянцы стали демонстрировать гораздо более эффективный атакующий футбол. Сначала в четвертьфинале со счётом 4:1 были обыграны хозяева турнира. Затем состоялся полуфинальный матч против сборной ФРГ, который благодаря своему драматизму был назван «матчем века» (итал. Partita del Secolo; нем. Jahrhundertspiel). После быстрого гола в начале встречи итальянцы вели в счёте, однако уже в добавленное арбитром время во втором тайме немцам удалось сравнять счёт и перевести игру в дополнительное время. В эти дополнительные минуты команды успели ещё пять раз отметиться голами — на дубль Герда Мюллера итальянцы ответили тремя голами, последний из которых стал победным, а его автором был Джанни Ривера. Впервые за 32 года сборная Италии вышла в финал чемпионата мира. Однако в финале уставшие физически и эмоционально итальянцы были бессильны против сборной Бразилии во главе с Пеле. Бразильцы, не потерпевшие ни одного поражения на турнире, взяли верх со счётом 4:1 и стали трёхкратными чемпионами мира.
Через два года серебряные призёры мирового первенства не смогли преодолеть квалификацию к Чемпионату Европы 1972 года. Последним крупным турниром для этого поколения игроков сборной Италии стал Чемпионат мира 1974 года. На этом турнире команда прекратила выступления уже после группового этапа, проиграв сборной Польши и сыграв вничью со сборной Аргентины. Этот провал ознаменовал конец карьеры в сборной не только для игроков, но и для Ферруччо Валькареджи.

### ЭпохаЭнцо Беарзота(1975—1986)

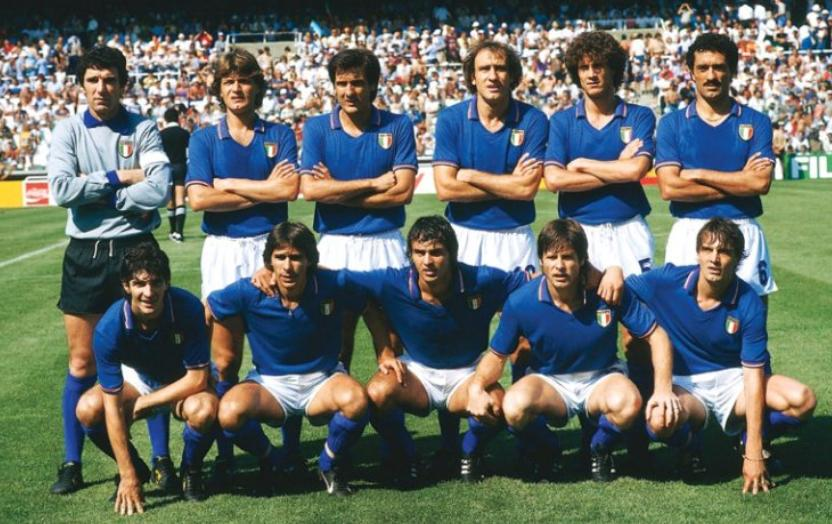
Сборная Италии на Чемпионате мира 1982 года

Следующее десятилетие в истории итальянской футбольной сборной было неразрывно связано с именем Энцо Беарзота — тренера, который в первой половине 1970-х годов работал с молодёжной сборной Италии и был помощником Ферруччо Валькареджи в тренерском штабе основной сборной страны, а в 1975 году был назначен её главным тренером. Новый наставник начал строительство обновлённой сборной, приглашая в её ряды новых спортсменов. Главная ставка была сделана на представителей туринского «Ювентуса» — команды, которая в течение 1970-х практически не опускалась в итоговой турнирной таблице Серии А ниже второго места.
Итальянцам под руководством Беарзота не удалось квалифицироваться в финальную часть Чемпионата Европы 1976 года, но уже через два года они получили путёвку в финальную часть чемпионата мира 1978, обойдя в отборочном турнире по разнице мячей англичан. На первом групповом этапе чемпионата мира «Скуадра Адзурра» взяла верх над всеми тремя противниками, включая сборную Аргентины — команду-хозяйку и будущую победительницу чемпионата мира. Согласно регламенту, вместо стадий четвертьфиналов и полуфиналов проводился второй групповой раунд, в котором итальянцы проиграли Нидерландам и заняли второе место в группе, не пройдя в финал. А в матче за третье место сборная Италии проиграла своим давним противникам финала восьмилетней давности, сборной Бразилии и заняла итоговое 4-е место.
В финальную часть Чемпионата Европы 1980 итальянцы попали автоматически, как хозяева турнира. В этом розыгрыше континентального первенства количество участников финальной части расширилось до восьми команд, а страна-хозяйка выбиралась заранее. На групповом этапе сборная Италии обыграла англичан со счётом 1:0, а против команд Испании и Бельгии сыграла нулевые ничьи. В итоге две команды — сборные Италии и Бельгии — набрали одинаковое количество очков и имели одинаковую разницу забитых и пропущенных мячей. В итоге в финал прошла Бельгия за счёт большего количества забитых голов, а итальянцы вынуждены были играть матч за третье место. В поединке против команды Чехословакии, который прошёл в Неаполе, основное время завершилось ничьей 1:1, и для выявления победителя понадобилась серия послематчевых пенальти. Каждая из команд пробила по девять ударов, но решающим стал удар Фульвио Колловати — этот удар взял Ярослав Нетоличка и принёс чехословакам бронзовые награды, а хозяева турнира остались без наград.

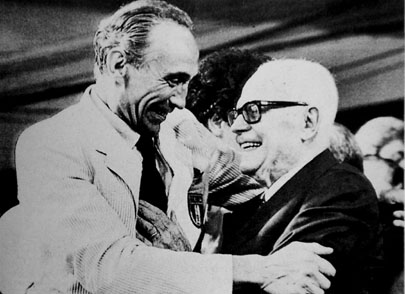
Тренер сборной Энцо Беарзот (слева) и Президент Италии Сандро Пертини празднуют победу на ЧМ-1982

Но уже через два года на Чемпионате мира 1982 в Испании команда Беарзота полностью реабилитировалась за неудачные выступления на домашних футбольных полях европейского первенства. Начало турнирного выступления итальянцев было бесцветным, хотя противники были несложными, сборная Италии сыграла все матчи в группе (с Польшей, Камеруном и Перу) вничью, не продемонстрировав внятного футбола. Лишь преимущество в количестве забитых голов позволило обойти дебютантов, африканцев, и продолжить борьбу.
Стадия четвертьфиналов проводилась, впервые, в форме группового мини-турнира, и на этом этапе сборной Италии достались самые серьёзные противники, которых только можно было представить — действующие чемпионы мира аргентинцы и трёхкратные чемпионы мира — блестяще выступающие бразильцы. Никто не верил, что итальянцы смогут хоть что-то противопоставить им. Но, произошло чудо — после слабо проведённого группового этапа сборная Италии преобразилась — победа над аргентинцами во главе с Марадоной со счётом 2:1 (но в тягучей и довольно грубой борьбе, что не убедило оппонентов) и, блистательная победа над бразильцами, со счётом 3:2, реабилитировала «лазурных» в глазах их поклонников, причём в матче с бразильцами нападающий «Ювентуса» Паоло Росси оформил хет-трик. В полуфинале остановить итальянцев не смогла достаточно сильная на тот момент Польша (Росси сделал дубль и принёс победу 2:0), а в финале была разбита сборная ФРГ — 3:1, и Беарзот вместе со своей сборной из уничижительного объекта критики итальянских СМИ и тиффози мгновенно стали героями страны.
После триумфа на полях Испании в турнирных выступлениях «Скуадры Адзурры» наметился некоторый спад — сначала команда не попала на Чемпионат Европы 1984, умудрившись набрать только 5 очков и занять 4-е место из 5 команд.
И через два года, на первенстве мира 1986 в Мексике, итальянцы проиграли в 1/8 финала французам, и вина в поражении была возложена на Энцо Беарзота, который не изменил состав сборной. Под шквалом критики Беарзот ушёл в отставку, завершив значительный период в истории сборной Италии, который принёс им третий титул чемпионов мира.

### Двадцать лет без побед (1986—2006)

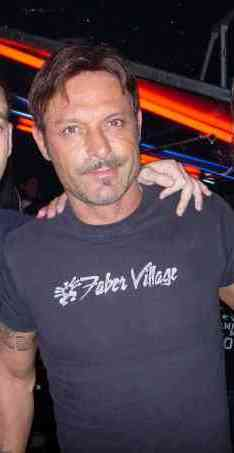
Лучший игрок первенства мира 1990 года — Сальваторе Скиллачи

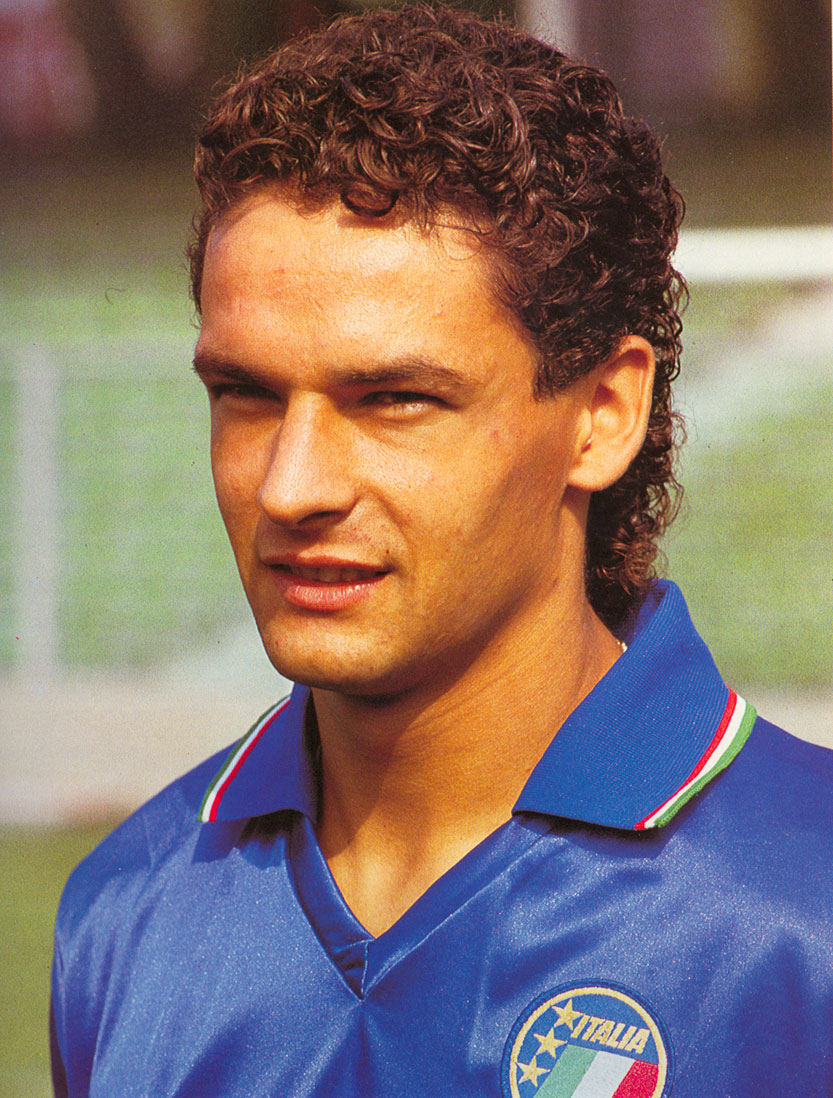
Роберто Баджо по результатам интернет-опроса, проведённого ФИФА в 2000 году, занял 4-е место в списке лучших игроков XX столетия (после Марадоны, Пеле и Эйсебио)

В течение следующих 20 лет сборная Италии, несмотря на талантливых тренеров и настоящих звёзд европейского футбола, так и не смогла стать чемпионом мира или Европы. Ключевым для сборной было решение о немедленном омоложении состава национальной сборной после отставки Беарзота, и логичным стало приглашение на пост тренера Адзельо Вичини, который в течение десяти лет возглавлял тренерский штаб молодёжной сборной Италии. Наставник сборной сделал ставку на молодых игроков, в числе которых были серебряные призёры первенства Европы-1986 — Роберто Манчини, Джузеппе Джаннини, Джанлука Виалли и Роберто Донадони. Молодёжь оправдала надежды — итальянцы на Евро-1988 вышли из непростой группы с первого места, но в полуфинале потерпели поражение от советской сборной, основу которой составляли киевские «динамовцы» со счётом 0:2, и разделили третье место со сборной Германии.
Следующим шагом для нового поколения игроков стал Чемпионат мира 1990, который впервые с 1934 года проводился в Италии. Команда не разочаровала своих фанатов, которые переполняли стадионы на каждой игре команды хозяев, и выиграла все матчи, кроме полуфинала против сборной Аргентины. На групповом этапе были побеждены команды Чехословакии, Австрии и США. В 1/8 финала был обыгран Уругвай со счётом 2:0, а в четвертьфинале была выбита Ирландия со счётом 1:0. В полуфинале только в серии послематчевых пенальти аргентинцы прошли дальше, а в матче за третье место Роберто Баджо и Сальваторе Скиллачи принесли победу сборной Италии над англичанами и бронзовые награды. Скиллачи стал лучшим игроком турнира.
После этого турнира итальянцы повторили ошибку 1982—1984 годов и пропустили Чемпионат Европы 1992 года. Первое место за собой прочно заняла команда СССР, а итальянцы сыграли вничью 4 матча и даже проиграли Норвегии. Вичини в конце 1991 года подал в отставку, а его место занял Арриго Сакки, бывший наставник «Милана», с которым дважды выигрывал Кубок европейских чемпионов. Сакки значительно обновил состав сборной и начал её подготовку к Чемпионату мира 1994. Итальянцы потеряли много очков против менее сильных соперников в ходе квалификации, но всё же в личной встрече обошли Португалию.
Путь подопечных Сакки в финальном турнире, проводившемся в США, снова оказался непростым: они проиграли ирландцам со счётом 0:1, с таким же счётом обыграли Норвегию и разошлись миром с Мексикой (1:1). В итоге все четыре команды заработали по 4 очка, а итальянцы по дополнительным показателям с третьего места вышли в плей-офф. Там они со счётом 2:1 обыграли поочерёдно Нигерию, Испанию и Болгарию. В финальной игре против Бразилии основное и дополнительное время завершились нулевой ничьей. Победителя снова пришлось выявлять в серии пенальти. По иронии судьбы, решающий удар пробивал Роберто Баджо, который почти никогда не «мазал» с 11-метровой отметки. Но именно этот удар мимо ворот оставил итальянцев без «золота» и принёс бразильцам четвёртый чемпионский титул.
По окончании чемпионата мира множество игроков покинули команду, в их числе был и Роберто Баджо. Итальянцы легко прошли на чемпионат Европы 1996 года, но в групповом этапе «провалились» — победа над Россией со счётом 2:1, ничья против Германии 0:0 и проигрыш Чехии со счётом 1:2 оставили итальянцев даже без четвертьфинала, а после поражения 28 августа 1996 в товарищеской игре со сборной Боснии и Герцеговины со счётом 1:2 Сакки был уволен.
К следующему турниру, чемпионату мира 1998 года, сборную готовил Чезаре Мальдини, сын которого, Паоло, был действовавшим капитаном сборной. Ранее Мальдини-старший руководил молодёжной сборной Италии. Итальянцам пришлось проходить сито стыковых матчей, в которых они обыграли Россию (в Москве ничья 1:1, в Неаполе победа 1:0).
Но в четвертьфинале финального турнира Италия уступила, в серии пенальти, сборной Франции — хозяевам и будущим чемпионам. «Неудачником» в этот раз стал Луиджи Ди Бьяджо. После поражения Чезаре Мальдини подал в отставку — его обвинили в чрезмерном использовании защитной тактики.

Алессандро Дель Пьеро и Франческо Тотти в финале Евро-2000

Новым наставником сборной был назначен её бывший вратарь и капитан, чемпион мира 1982 года Дино Дзофф. Под его руководством итальянцы легко вышли в финальную часть чемпионата Европы 2000, где не остановились — в групповом этапе они выиграли все три встречи, в четвертьфинале прошли Румынию, а в полуфинале не оставили шансов Нидерландам — в полуфинале голландцы несколько раз пробивали пенальти как в основное время, так и в серии послематчевых пенальти, но только один раз они смогли огорчить вратаря итальянцев Франческо Тольдо, который взял все остальные удары.
В финале противником итальянцев стали французы, действующие чемпионы мира. Марко Дельвеккьо открыл счёт в начале второго тайма, однако итальянцы не удержали его — на четвёртой компенсированной минуте Сильвен Вильтор сравнял счёт, а в дополнительное время Давид Трезеге забил победный «золотой гол» и принёс Франции второе чемпионство Европы. Взять реванш за неудачу на чемпионате мира итальянцам не удалось, и более того, множество футбольных функционеров и экспертов раскритиковали сборную, а премьер-министр Сильвио Берлускони, владелец футбольного клуба «Милан» и вовсе обвинил главного тренера сборной в поражении в финале. Дзофф в ответ на такое заявление объявил о своей отставке.
И снова у «Скуадры Адзурры» сменился наставник — в этот раз им стал Джованни Трапаттони, который завоевал более двадцати трофеев с командами «Ювентус», «Интернационале» и «Бавария». Итальянцы вышли на чемпионат мира 2002, где с трудом преодолели групповой этап с Парагваем, Мексикой и Хорватей. В первом же матче плей-офф они проиграли сборной Южной Кореи — хозяевам турнира. В основное время была зафиксирована ничья 1:1, а в дополнительное время Ан Джон Хван забил победный «золотой гол» и вывел корейцев в следующий раунд.
Итальянская пресса после матча единогласно обвинила в поражении эквадорского арбитра Байрона Морено, чьи неожиданные судейские решения вызвали как минимум недоумение и вопросы. Многочисленные итальянские болельщики поначалу считали Морено единственным виновником поражения Италии, но когда накал страстей после матча стих, ряд болельщиков стали ставить под сомнение и действия самого Трапаттони: в частности, он не убрал с поля Кристиана Вьери, который на фоне усталости был уже физически не в состоянии бороться против корейских защитников. Неудача в Корее и Японии подвела черту под выступлениями ряда игроков сборной Италии, в том числе и Паоло Мальдини.
Несмотря на неудачу, Трапаттони продолжил работу со сборной и успешно преодолел отбор на Евро-2004, где итальянцы попали в группу к Швеции, Дании и Болгарии. Команда взяла только 5 очков, сведя матчи со скандинавами вничью (0:0 и 1:1) и обыграв болгар, что, однако, не позволило итальянцам выйти дальше, так как обе скандинавские сборные сыграли друг с другом вничью и вместе вышли в следующий раунд, обойдя итальянцев по разнице голов. В этот раз подобное выступление расценили как однозначный провал, и Трапаттони подал в отставку.

### Четвёртый чемпионский титул (2006—2010)
В июле 2004 года Марчелло Липпи, известный наставник «Ювентуса», согласился возглавить сборную. Перед новым руководителем тренерского штаба «Скуадры Адзурры» стояла задача выйти на чемпионат мира 2006, проводимый в Германии и одержать там победу, и Липпи сумел справиться с этой сложной задачей.
Проблем в квалификации к турниру у итальянцев не было, а в групповом этапе они уверенно заняли первое место, сыграв вничью только со сборной США и взяв верх над Чехией и Ганой. В плей-офф на пути к финалу были последовательно побеждены австралийцы (1:0), которые выступали на турнире только второй раз (первый был в 1974 году), дебютанты турнира Украина (3:0) и хозяева турнира — немцы (победу удалось одержать в овертайме со счётом 2:0).
В финале сборная Италии снова столкнулась со своими принципиальнейшими противниками из Франции. На гол с пенальти Зинедина Зидана итальянцы ответили метким ударом головой Марко Матерацци. В овертайме произошла скандальная стычка между авторами голов, из-за которой Зинедин Зидан был удалён с поля. После этого удаления публика стала освистывать итальянцев, однако команда Марчелло Липпи удержала ничью, и в серии пенальти всё-таки взяла верх — победный удар с 11-метровой отметки пробил Фабио Гроссо. Эта победа принесла итальянцам четвёртый титул чемпионов мира.
Ещё во время финального турнира тренер чемпионов, Марчелло Липпи, поставил в известность руководство Итальянской федерации футбола: вне зависимости от итога выступлений сборной он покинет свой пост. И после завершения турнира довольный Липпи покинул свой пост, что не стало удивлением для федерации.
Спустя несколько дней тренером был назначен Роберто Донадони, который работал только с клубами низших дивизионов и командой «Ливорно» из Серии А. Донадони начал с многочисленных экспериментов с составом сборной, которые чуть не оставили итальянцев без Евро-2008. Всё же он изменил состав сборной, оставив только половину чемпионов мира в составе. Уже перед началом турнира травму получил Фабио Каннаваро, что и предопределило неудачное выступление команды.

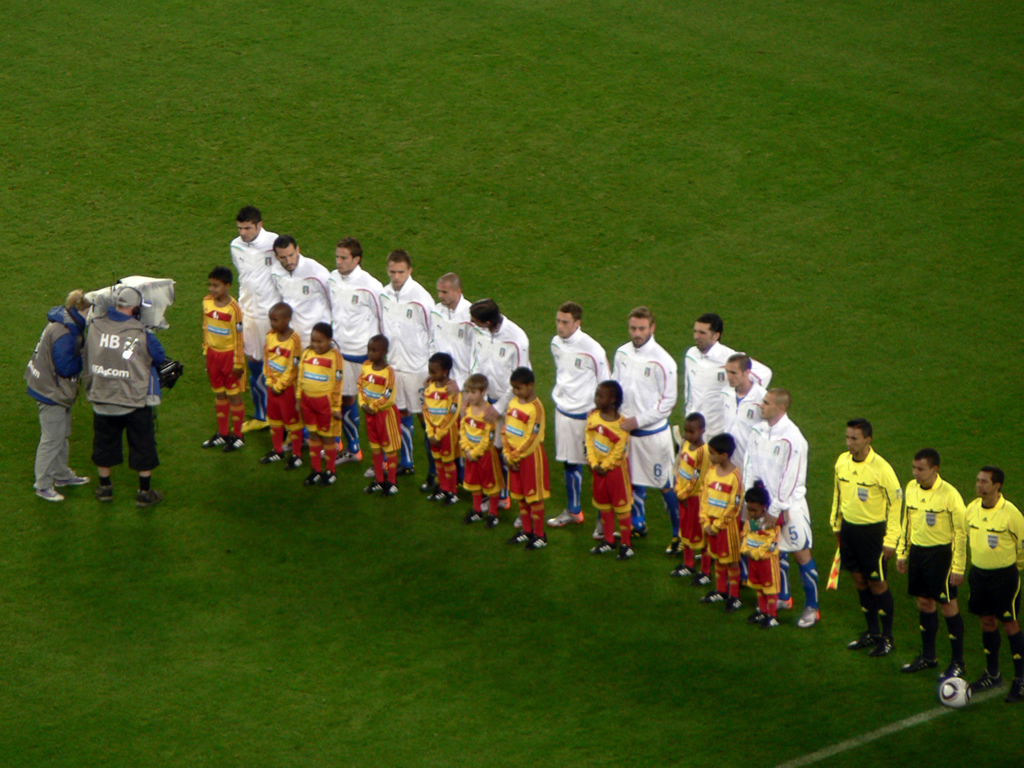
Игроки сборной Италии перед матчем против сборной Парагвая на ЧМ-2010

Первый же матч стал провалом — сборная Нидерландов буквально уничтожила итальянцев со счётом 3:0. Во втором матче только старания Джанлуиджи Буффона спасли итальянцев от поражения — ничья 1:1 и незабитый румыном Адрианом Муту пенальти. В третьем матче сборная Италии сумела взять верх над Францией со счётом 2:0 и выйти в плей-офф, где в четвертьфинале проиграла Испании по пенальти со счётом 2:4, причём в основное время у итальянцев было больше шансов открыть счёт, хотя команды играли от обороны. По решению руководства федерации Донадони был уволен — хотя с ним велись переговоры о продолжении работы до 2010 года, чем были недовольны болельщики.
Спустя два дня после увольнения Донадони итальянская федерация футбола заявила о возвращении Марчелло Липпи на пост тренера сборной для защиты титула чемпионов мира и участия в мундиале 2010 года. Итальянцы свели три матча вничью в отборочном турнире, выиграв семь.
Также летом 2009 года они, как чемпионы мира, поучаствовали в Кубке Конфедераций, однако проиграли два матча в группе Бразилии и Египту и выбыли из борьбы на групповом этапе.
В групповом этапе Чемпионата мира 2010 команда опять опозорилась, не выйдя из группы — ничьи против сборных Парагвая и Новой Зеландии поставили команду на грань вылета, и для выхода сборная должна была удержать ничью в игре против Словакии. Однако словацкая команда сенсационно выиграла 3:2, и итальянцы выбыли из борьбы. Липпи взял на себя ответственность за провал на мундиале, 70 % фанатов сборной также считали тренера главной причиной неудачи.

### Период неудач (2010—2018)

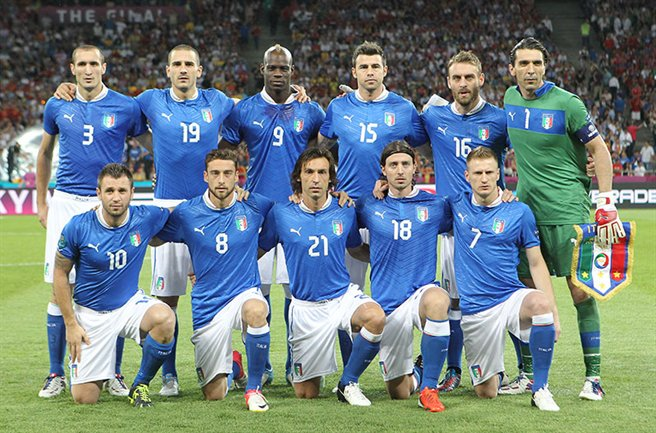
Игроки сборной Италии перед финалом Евро 2012 против сборной Испании

Ещё до начала финального турнира чемпионата мира 2010 Липпи заявил, что покинет команду, и руководство федерации призвало на пост тренера Чезаре Пранделли, наставника «Фиорентины», и уже после чемпионата с ним был подписан контракт сроком на 4 года.
Проведя несколько товарищеских матчей, команда, под руководством Пранделли, начала борьбу за выход в финальную часть чемпионата Европы 2012. И уже в первом матче одержала волевую победу над Испанией со счётом 2:1. Этот результат положил начало серии побед сборной Италии над противниками по отборочной группе — остальные встречи были выиграны и, лишь дважды сыграв вничью (с Сев. Ирландией и Сербией) и набрав 26 очков, 6 сентября 2011 она обеспечила себе выход в финальную часть. Сборная Италии получила техническую победу над сборной Сербии 12 октября 2010 — встреча в Генуе была остановлена и прекращена из-за массовых беспорядков на трибунах, устроенных сербскими болельщиками.
По итогам жеребьёвки сборная Италии попала в группу С, к командам Испании, Ирландии и Хорватии. Первые матчи «Скуадры Адзурры» с испанцами и хорватами закончились с одинаковым счётом 1:1, однако победа над сборной Ирландии со счётом 2:0 позволила ей выйти в плей-офф. В четвертьфинале итальянцы в серии послематчевых пенальти переиграли сборную Англии и вышли в полуфинал Евро. В полуфинальной игре со сборной Германии Италия одержала победу со счётом 2:1 и вышла в финал, где вновь на турнире сыграла со сборной Испании — на этот раз итальянская команда проиграла со счётом 0:4. Буффон, Де Росси, Пирло и Балотелли были включены в расширенную символическую сборную чемпионата. Марио Балотелли стал одним из лучших бомбардиров ЧЕ-2012, забив 3 мяча, наравне с 5 другими футболистами.
Летом 2013 года итальянская сборная приняла участие в Кубке конфедераций как вторая команда из зоны УЕФА, поскольку сборная Испании сохранила за собой титул чемпиона Европы. Итальянская сборная квалифицировались в полуфинал из группы А со второго места, проиграв сборной Бразилии (2:4) в заключительном туре. В полуфинале Италия проиграла сборной Испании в серии послематчевых пенальти. Матч за третье место так же закончился серией пенальти, однако на этот раз итальянцы смогли одолеть своего соперника — сборную Уругвая. Андреа Пирло был включён в символическую сборную турнира.
Квалификацию на чемпионат мира 2014 сборная Италия прошла без проблем — на её счету оказалось 6 побед при 4 ничьих, благодаря чему она одной из первых европейских сборных (наравне со сборной Нидерландов) квалифицировалась на турнир. Жеребьёвка финального турнира отправила команду в так называемую «группу смерти» (группа D), где команде предстояло сыграть со сборными Англии, Уругвая и Коста-Рики. При подготовке к турниру в сборную начали привлекаться молодые футболисты, которые смогли себя проявить преимущественно в не-топ клубах Италии (в частности, включённые в окончательную заявку игроки из «Пармы» и «Торино» — Палетта, Пароло и Дармиан, Черчи, и Иммобиле соответственно), при этом костяк команды, игравшей 2 года назад в финале ЧЕ-2012, сохранился. Ввод «свежей крови» в команду отразился на результатах команды — с октября 2013 года по июнь 2014 сборная сыграла 7 игр, из которых одну проиграла (снова — сборной Испании — 0:1), а остальные свела вничью, в том числе против сборной Люксембурга (1:1). В финальном турнире ЧМ-2014 сборная Италии выиграла у Англии (2:1), но затем проиграла Уругваю и Коста-Рике (оба матча — по 0:1) — и выбыла из розыгрыша кубка мира. В связи с этим в отставку подали Чезаре Пранделли и президент Федерации футбола Италии Джанкарло Абете. Новым главным тренером стал бывший игрок сборной Антонио Конте. По итогам жеребьёвки группового этапа Евро-2016 сборная Италии попала в группу E и уже в первом матче одержала волевую победу над Бельгией со счётом 2:0. Затем в матче со сборной Швеции итальянцы одержали победу со счётом 1:0 и досрочно заняли первое место в группе, после чего в матче заключительного тура с Ирландией потерпели поражение со счётом 0:1. В 1/8 финала итальянцы обыграли победителя Евро-2012 — Испанию со счётом 2:0. Участие сборной Италии в чемпионате Европы завершилось 3 июля в четвертьфинале, где Германия одержала верх над ними в послематчевых пенальти со счётом 1:1 (6:5).
В отборочном турнире к чемпионату мира 2018 года сборная Италии во главе с новым тренером, Джан Пьеро Вентурой, заняла второе место в группе после Испании. В стыковых матчах итальянцы попали на шведов, однако сенсационно потерпели поражение по сумме двух встреч: в первом матче в Стокгольме единственный гол Якоба Юханссона, забитый после рикошета, предрешил исход матча, а во втором матче в Милане счёт так и не был открыт. Впервые с 1958 года сборная Италии не попала на чемпионат мира, а после матча объявили об уходе из сборной Джанлуиджи Буффон, Даниеле Де Росси и Андреа Бардзальи.

### Европейский триумф и второе подряд непопадание на ЧМ (с 2018 года)
В мае 2018 года сборную возглавил Роберто Манчини, с которым «скуадра адзурра» начала подготовку к матчам Лиги наций и отбору на чемпионат Европы 2020. В отборочном турнире к Евро-2020 сборная Италии выиграла все 10 матчей в группе J, забив 37 мячей и пропустив лишь четыре.
На этом чемпионате команда вышла из группы А, выиграв всухую все три групповых матча с общей разницей в семь голов. В 1/8 финала сборная победила сборную Австрии в дополнительное время со счётом 2:1, победный мяч оформил Маттео Пессина на 105-й минуте встречи.
В четвертьфинале турнира итальянская команда одолела сборную Бельгии с тем же счётом. В полуфинале «скуадра адзурра» встретилась со сборной Испании, в ходе которого, по истечении основного и дополнительного времени была зафиксирована ничья 1:1, и игра продолжилась в серии пенальти. В послематчевой серии 11-метровых ударов сильнее оказалась сборная Италии, выигравшая со счётом 4:2. Первый удар итальянцев от Мануэля Локателли парировал вратарь сборной Испании Унаи Симон, однако в следующих ударах игроки сборной Италии были точны, а испанцы с первым же ударом Дани Ольмо, который оказался неудачным, начали отставать от Италии. Ещё один нереализованный пенальти, парированный вратарём Джанлуиджи Доннаруммой, на счету игрока «красной фурии» Альваро Мораты. Победный мяч за сборную Италии, выведший её в финал турнира, был забит Жоржиньо. В финале турнира 11 июля, сборная Италии в основное время матча сыграла со сборной Англии вничью со счётом 1:1, так же закончилось и дополнительное время, и матч перешёл в серию пенальти; итальянцы выиграли по пенальти 3:2 и стали двукратными чемпионами Европы — в послематчевой серии вратарь Доннарумма дважды защитил ворота.
На Евро-2020 сборная Италии побила рекорд по владению мячом в финальных матчах чемпионата — игроки владели мячом 65,6 % времени. 16 июля 2021 года президент Италии Серджо Маттарелла собственным распоряжением наградил игроков и тренерский штаб сборной Италии, победившей на чемпионате Европы, орденами «За заслуги перед Итальянской республикой».
8 сентября 2021 года Италия установила мировой рекорд по матчам без поражений — 37 игр подряд.
Италия заняла второе место в своей группе в квалификации на чемпионат мира 2022 и ей пришлось сыграть в плей-офф с Северной Македонией; в итоге Италия проиграла 0:1 и не попала на второй чемпионат мира подряд.
21 ноября 2023 года сборная Италии вышла на чемпионат Европы 2024. К чемпионату Европы в Германии сборная подошла с серьёзными изменениями: в 2023 году Манчини покинул пост главного тренера сборной, новым тренером стал Лучано Спаллетти, ключевые защитники Кьеллини (капитан) и Бонуччи завершили карьеру; Эмерсон, Верратти, Инсинье и Иммобиле (основной нападающий сборной Италии в финале Евро 2020) не попали в заявку. На чемпионате Европы Италия не без труда вышла из группы, вначале выиграв у Албании 2:1, далее проиграв Испании 0:1 и сравняв счёт в матче с Хорватией (1:1) на последних минутах благодаря дальнему удару Маттиа Дзакканьи. Однако уже в 1/8 финала итальянцы проиграли сборной Швейцарии со счётом 0:2, не сумев навязать борьбу сопернику, и сборная Италии покинула чемпионат.

## Стиль игры
Итальянский футбол традиционно считается оборонительным. Команда играет на контратаках, при этом как правило не забивая много голов, но и не пропуская (подтверждением тому всего 2 пропущенных мяча в отборе на Евро-2012). Итальянцы, ведя в счёте, контролируют матч, вынуждая противника раскрывать позиции. Ворота сборной защищают мастера высокого класса.
Оборонительная тактика итальянцев 1960-х годов, называемая «катеначчо», являлась примером для подражания для многих команд. В настоящее время эта тактика в чистом виде применяется редко, но, если взглянуть на рисунок игры национальной команды, можно увидеть корни этой системы. Слишком большое увлечение обороной часто приводило команду к провалам на крупных первенствах. Однако, в сочетании с блистательной атакой, игра от обороны внесла Италию в списки сильнейших команд (третье место после Бразилии и Германии по достижениям на Чемпионатах мира (4 золота, 2 серебра и 1 бронза).

## История выступления на международных турнирах
| Год   | Раунд                  | Место                  | И                      | В                      | Н                      | П                      | РМ                     |
| ----- | ---------------------- | ---------------------- | ---------------------- | ---------------------- | ---------------------- | ---------------------- | ---------------------- |
| 1930  | Не участвовала         | Не участвовала         | Не участвовала         | Не участвовала         | Не участвовала         | Не участвовала         | Не участвовала         |
| 1934  | Чемпион                | 1                      | 5                      | 4                      | 1                      | 0                      | 12-3                   |
| 1938  | Чемпион                | 1                      | 4                      | 4                      | 0                      | 0                      | 11-5                   |
| 1950  | Групповой этап         | 7                      | 2                      | 1                      | 0                      | 1                      | 4-3                    |
| 1954  | Групповой этап         | 10                     | 3                      | 1                      | 0                      | 2                      | 6-7                    |
| 1958  | Не прошла квалификацию | Не прошла квалификацию | Не прошла квалификацию | Не прошла квалификацию | Не прошла квалификацию | Не прошла квалификацию | Не прошла квалификацию |
| 1962  | Групповой этап         | 9                      | 3                      | 1                      | 1                      | 1                      | 3-2                    |
| 1966  | Групповой этап         | 9                      | 3                      | 1                      | 0                      | 2                      | 2-2                    |
| 1970  | 2-е место              | 2                      | 6                      | 3                      | 2                      | 1                      | 10-8                   |
| 1974  | Групповой этап         | 10                     | 3                      | 1                      | 1                      | 1                      | 5-4                    |
| 1978  | 4-е место              | 4                      | 7                      | 4                      | 1                      | 2                      | 9-6                    |
| 1982  | Чемпион                | 1                      | 7                      | 4                      | 3                      | 0                      | 12-6                   |
| 1986  | 1/8 финала             | 12                     | 4                      | 1                      | 2                      | 1                      | 5-6                    |
| 1990  | 3-е место              | 3                      | 7                      | 6                      | 1                      | 0                      | 10-2                   |
| 1994  | 2-е место              | 2                      | 7                      | 4                      | 2                      | 1                      | 8-5                    |
| 1998  | 1/4 финала             | 5                      | 5                      | 3                      | 2                      | 0                      | 8-3                    |
| 2002  | 1/8 финала             | 15                     | 4                      | 1                      | 1                      | 2                      | 5-5                    |
| 2006  | Чемпион                | 1                      | 7                      | 5                      | 2                      | 0                      | 12-2                   |
| 2010  | Групповой этап         | 26                     | 3                      | 0                      | 2                      | 1                      | 4-5                    |
| 2014  | Групповой этап         | 22                     | 3                      | 1                      | 0                      | 2                      | 2-3                    |
| 2018  | Не прошла квалификацию | Не прошла квалификацию | Не прошла квалификацию | Не прошла квалификацию | Не прошла квалификацию | Не прошла квалификацию | Не прошла квалификацию |
| 2022  | Не прошла квалификацию | Не прошла квалификацию | Не прошла квалификацию | Не прошла квалификацию | Не прошла квалификацию | Не прошла квалификацию | Не прошла квалификацию |
| Всего | 18/22                  | 4 титула               | 83                     | 45                     | 21                     | 17                     | 128-77                 |

| Год   | Раунд                  | Место                  | И                      | В                      | Н                      | П                      | РМ                     |
| ----- | ---------------------- | ---------------------- | ---------------------- | ---------------------- | ---------------------- | ---------------------- | ---------------------- |
| 1960  | Не участвовала         | Не участвовала         | Не участвовала         | Не участвовала         | Не участвовала         | Не участвовала         | Не участвовала         |
| 1964  | Не прошла квалификацию | Не прошла квалификацию | Не прошла квалификацию | Не прошла квалификацию | Не прошла квалификацию | Не прошла квалификацию | Не прошла квалификацию |
| 1968  | Чемпион                | 1                      | 3                      | 1                      | 2                      | 0                      | 3-1                    |
| 1972  | Не прошла квалификацию | Не прошла квалификацию | Не прошла квалификацию | Не прошла квалификацию | Не прошла квалификацию | Не прошла квалификацию | Не прошла квалификацию |
| 1976  | Не прошла квалификацию | Не прошла квалификацию | Не прошла квалификацию | Не прошла квалификацию | Не прошла квалификацию | Не прошла квалификацию | Не прошла квалификацию |
| 1980  | 4-е место              | 4                      | 4                      | 1                      | 3                      | 0                      | 2-1                    |
| 1984  | Не прошла квалификацию | Не прошла квалификацию | Не прошла квалификацию | Не прошла квалификацию | Не прошла квалификацию | Не прошла квалификацию | Не прошла квалификацию |
| 1988  | 1/2 финала             | 3                      | 4                      | 2                      | 1                      | 1                      | 4-3                    |
| 1992  | Не прошла квалификацию | Не прошла квалификацию | Не прошла квалификацию | Не прошла квалификацию | Не прошла квалификацию | Не прошла квалификацию | Не прошла квалификацию |
| 1996  | Групповой этап         | 10                     | 3                      | 1                      | 1                      | 1                      | 3-3                    |
| 2000  | 2-е место              | 2                      | 6                      | 4                      | 1                      | 1                      | 9-4                    |
| 2004  | Групповой этап         | 9                      | 3                      | 1                      | 2                      | 0                      | 3-2                    |
| 2008  | 1/4 финала             | 8                      | 4                      | 1                      | 2                      | 1                      | 3-4                    |
| 2012  | 2-е место              | 2                      | 6                      | 2                      | 3                      | 1                      | 6-7                    |
| 2016  | 1/4 финала             | 5                      | 5                      | 3                      | 1                      | 1                      | 6-2                    |
| 2020  | Чемпион                | 1                      | 7                      | 5                      | 2                      | 0                      | 13-4                   |
| 2024  | 1/8 финала             |                        | 4                      | 1                      | 1                      | 2                      | 3-5                    |
| Всего | 11/17                  | 2 титула               | 49                     | 22                     | 19                     | 8                      | 55-36                  |

### На кубках Дружбы
- 1971 — не участвовала
- 1973—1977 — не прошла квалификацию
- 1979 — чемпион
- 1983 — чемпион
- 1985 — была дисквалифицирована

## Достижения
Чемпионаты мира
- Чемпионы (4): 1934, 1938, 1982, 2006
- Финалисты: 1970, 1994
- Бронзовые призёры: 1990
- 4-е место: 1978

Чемпионаты Европы
- Чемпионы (2): 1968, 2020
- Финалисты: 2000, 2012
- Полуфиналисты: 1988
- 4-е место: 1980

Олимпийские игры
- Чемпионы: 1936
- Бронзовые призёры: 1928, 2004

Кубок конфедераций
- Бронзовые призёры: 2013

## Текущий состав
Следующие игроки были вызваны в состав сборной главным тренером Лучано Спаллетти для участия матчах отборочного турнира к Чемпионату мира по футболу 2026 против сборных Норвегии и Молдавии 6 и 9 июня 2025 года соответственно. 28 мая Марко Карнесекки был вызван вместо Гульельмо Викарио. 1 июня Лука Раньери заменил травмированного Алессандро Буонджорно. Франческо Ачерби отказался от вызова. 4 июня Даниеле Ругани был вызван вместо травмированного Маттео Габбия. 5 июня из заявки были исключены травмированные Мануэль Локателли и Мойзе Кен.
Статистика игр и голов приведены по состоянию на 23 марта 2025 года:
|  | Вр  | Джанлуиджи Доннарумма | 25 февраля 1999 (26 лет)   | 74 | −64 | Пари Сен-Жермен   |  |  |
|  | Вр  | Алекс Мерет           | 22 марта 1997 (28 лет)     | 3  | 0   | Наполи            |  |  |
|  | Вр  | Марко Карнесекки      | 1 июля 2000 (25 лет)       | 0  | 0   | Аталанта          |  |  |
|  |     |                       |                            |    |     |                   |  |  |
|  | Защ | Джованни Ди Лоренцо   | 4 августа 1993 (31 год)    | 48 | 5   | Наполи            |  |  |
|  | Защ | Алессандро Бастони    | 13 апреля 1999 (26 лет)    | 37 | 2   | Интернационале    |  |  |
|  | Защ | Федерико Димарко      | 10 ноября 1997 (27 лет)    | 30 | 3   | Интернационале    |  |  |
|  | Защ | Андреа Камбьязо       | 20 февраля 2000 (25 лет)   | 14 | 3   | Ювентус           |  |  |
|  | Защ | Давиде Дзаппакоста    | 11 июня 1992 (33 года)     | 14 | 0   | Аталанта          |  |  |
|  | Защ | Дестини Удоджи        | 28 ноября 2002 (22 года)   | 12 | 0   | Тоттенхэм Хотспур |  |  |
|  | Защ | Даниеле Ругани        | 29 июля 1994 (30 лет)      | 7  | 0   | Ювентус           |  |  |
|  | Защ | Федерико Гатти        | 24 июня 1998 (27 лет)      | 6  | 0   | Ювентус           |  |  |
|  | Защ | Диего Коппола         | 28 декабря 2003 (21 год)   | 2  | 0   | Эллас Верона      |  |  |
|  | Защ | Лука Раньери          | 23 апреля 1999 (26 лет)    | 1  | 0   | Фиорентина        |  |  |
|  |     |                       |                            |    |     |                   |  |  |
|  | ПЗ  | Николо Барелла        | 7 февраля 1997 (28 лет)    | 63 | 10  | Интернационале    |  |  |
|  | ПЗ  | Давиде Фраттези       | 22 сентября 1999 (25 лет)  | 29 | 8   | Интернационале    |  |  |
|  | ПЗ  | Сандро Тонали         | 8 мая 2000 (25 лет)        | 25 | 2   | Ньюкасл Юнайтед   |  |  |
|  | ПЗ  | Самуэле Риччи         | 21 августа 2001 (23 года)  | 10 | 0   | Торино            |  |  |
|  | ПЗ  | Даниэль Мальдини      | 11 октября 2001 (23 года)  | 5  | 0   | Аталанта          |  |  |
|  | ПЗ  | Николо Ровелла        | 4 декабря 2001 (23 года)   | 4  | 0   | Лацио             |  |  |
|  | ПЗ  | Чезаре Казадеи        | 10 января 2003 (22 года)   | 0  | 0   | Торино            |  |  |
|  |     |                       |                            |    |     |                   |  |  |
|  | Нап | Джакомо Распадори     | 18 февраля 2000 (25 лет)   | 40 | 9   | Наполи            |  |  |
|  | Нап | Матео Ретеги          | 29 апреля 1999 (26 лет)    | 20 | 6   | Аталанта          |  |  |
|  | Нап | Риккардо Орсолини     | 24 января 1997 (28 лет)    | 9  | 2   | Болонья           |  |  |
|  | Нап | Лоренцо Лукка         | 10 сентября 2000 (24 года) | 5  | 0   | Удинезе           |  |  |

## Рекордсмены сборной
| #  | Имя                 | Годы      | Игры | Голы |
| -- | ------------------- | --------- | ---- | ---- |
| 1  | Джанлуиджи Буффон   | 1997—2018 | 176  | -140 |
| 2  | Фабио Каннаваро     | 1997—2010 | 136  | 2    |
| 3  | Паоло Мальдини      | 1988—2002 | 126  | 7    |
| 4  | Леонардо Бонуччи    | 2010—2023 | 121  | 8    |
| 5  | Даниэле Де Росси    | 2004—2017 | 117  | 21   |
| 5  | Джорджо Кьеллини    | 2004—2022 | 117  | 8    |
| 7  | Андреа Пирло        | 2002—2016 | 116  | 13   |
| 8  | Дино Дзофф          | 1968—1983 | 112  | -83  |
| 9  | Джанлука Дзамбротта | 1999—2010 | 98   | 2    |
| 10 | Джачинто Факкетти   | 1963—1978 | 94   | 3    |

| # | Имя                   | Годы      | Голов (Игр) | Голов за игру |
| - | --------------------- | --------- | ----------- | ------------- |
| 1 | Луиджи Рива           | 1965—1973 | 35 (42)     | 0.83          |
| 2 | Джузеппе Меацца       | 1930—1939 | 33 (53)     | 0.62          |
| 3 | Сильвио Пиола         | 1935—1952 | 30 (34)     | 0.88          |
| 4 | Роберто Баджо         | 1988—2004 | 27 (56)     | 0,48          |
| 4 | Алессандро Дель Пьеро | 1995—2008 | 27 (91)     | 0,29          |
| 6 | Алессандро Альтобелли | 1981—1989 | 25 (61)     | 0.41          |
| 6 | Филиппо Индзаги       | 1997—2007 | 25 (57)     | 0.44          |
| 6 | Адольфо Балончери     | 1920—1933 | 25 (47)     | 0.53          |
| 9 | Франческо Грациани    | 1975—1982 | 23 (64)     | 0.35          |
| 9 | Кристиан Вьери        | 1997—2005 | 23 (49)     | 0.47          |

## Форма
В футболках синего цвета сборная Италии впервые вышла 6 января 1911 на игру против Венгрии, и с тех пор именно этот цвет доминирует в спортивной форме итальянцев на футбольных турнирах.

### Домашняя
| 1910    | 1911                    | ЧМ-1934 ЧМ-1938 | ЧМ-1954   | ЧМ-1962   | ЧМ-1966 | Евро-1968 Евро-1980 | ЧМ-1970 | ЧМ-1974 ЧМ-1978  | ЧМ-1982            | ЧМ-1986 ЧМ-1990 |
| ЧМ-1994 | Кубок короля Фахда 1995 | Евро-1996       | ЧМ-1998   | Евро-2000 | ЧМ-2002 | Евро-2004           | ЧМ-2006 | В финале ЧМ-2006 | Евро-2008          | КК-2009         |
| КК-2009 | В финале КК-2009        | ЧМ-2010         | Евро-2012 | КК-2013   | ЧМ-2014 | Евро-2016 КК-2017   | ЧМ-2018 | Евро-2020        | В финале Евро-2020 | 2022            |
| 2023    | Евро-2024               |                 |           |           |         |                     |         |                  |                    |                 |

### Гостевая
| ЧМ-1938   | ЧМ-1954   | ЧМ-1966 Евро-1968 ЧМ-1978 Евро-1980 | ЧМ-1970 Евро-1980 | ЧМ-1982 | ЧМ-1986 ЧМ-1990   | ЧМ-1994 | Кубок короля Фахда 1995 | Евро-1996 | ЧМ-1998 | Евро-2000 |
| ЧМ-2002   | Евро-2004 | ЧМ-2006                             | Евро-2008         | ЧМ-2010 | Евро-2012 КК-2013 | ЧМ-2014 | Евро-2016               | КК-2017   | ЧМ-2018 | 2020      |
| Евро-2020 | 2022      | 2023                                | Евро-2024         |         |                   |         |                         |           |         |           |

### Резервная
| 2004 | 2019 | 2020 | 2023 |

### Вратарская
| 2020 | 2020 | 2021 | 2021 | 2022 | 2022 | 2022 | 2023 | 2023 | 2023 | 2024 |

Источники:,

### Спонсоры экипировки
До 1974 года у команды не было спонсора. С 2003 по 2022 год форму команде предоставляла фирма Puma. С 2023 года форму команде предоставляет Adidas.
| Спонсор        | Годы       |
| -------------- | ---------- |
| Нет            | 1910—1974  |
| Adidas         | 1974—1978  |
| Baila          | 1978—1979  |
| Le Coq Sportif | 1979—1984  |
| Ennerre        | 1984—1985  |
| Diadora        | 1985—1994  |
| Nike           | 1994—1999  |
| Kappa          | 1999—2003  |
| Puma           | 2003—2022  |
| Adidas         | 2023—н. в. |